# روح‌الله اقبال‌زاده
روح‌الله اقبال‌زاده (متولد ۲ نوامبر ۱۹۹۴) بازیکن فوتبال ناروی-افغانستانی از قوم هزاره است که در پست مدافع برای باشگاه کولستاند بازی می‌کند. او بازیکن فوتبال چپ پا است.

## حرفه بین‌المللی
روح‌الله اولین بازی ملی خود را مقابل کامبوج برای مسابقه مقدماتی جام جهانی انجام داد. بعد از این مسابقه او همچنین در برابر بوتان و مالدیو برای تیم ملی فوتبال افغانستان بازی کرده است.